# Elio Giovanni Greselin
Elio Giovanni Greselin SCI (Tretto di Venza, 15 de novembro de 1938) é um clérigo italiano e bispo emérito de Lichinga.
Elio Giovanni Greselin ingressou na Congregação Dehoniana, fez a profissão em 29 de setembro de 1956 e foi ordenado sacerdote em 23 de junho de 1965.
O Papa João Paulo II o nomeou Bispo de Lichinga em 30 de dezembro de 2008. O Arcebispo de Maputo, Francisco Chimoio OFMCap, o consagrou em 22 de março do ano seguinte; Os co-consagradores foram António Arcari, Núncio Apostólico em Moçambique, e Hilário da Cruz Massinga, OFM, Bispo de Quelimane.
O Papa Francisco aceitou sua aposentadoria em 8 de fevereiro de 2015.